# Schnabelschaler

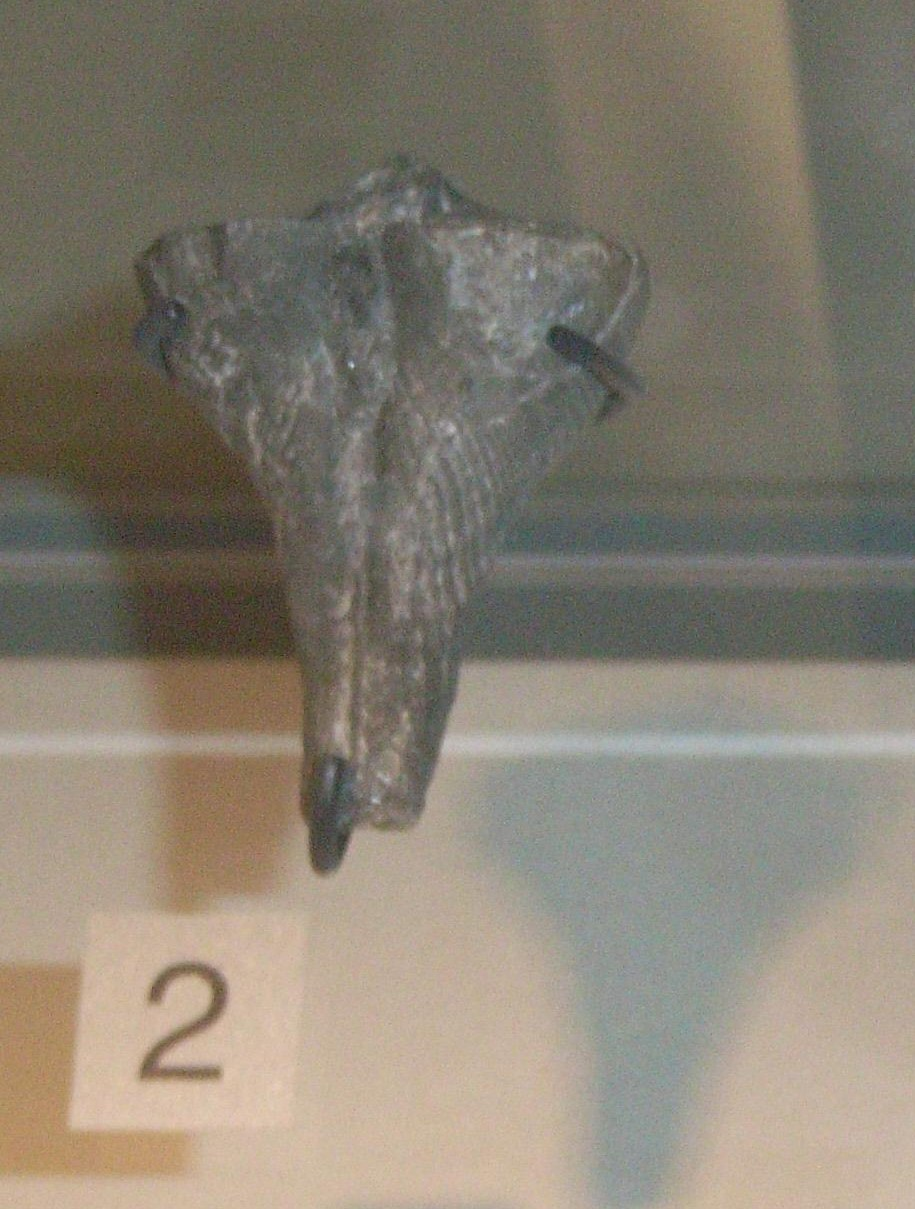
Fossil von Conocardium konincki

Die ausgestorbene Klasse der Schnabelschaler (Rostroconchia) gehört zum Stamm der Weichtiere (Mollusca) und wird dort zur Unterklasse der Schalenweichtiere (Conchifera) gerechnet. Man findet sie fossil vom Kambrium bis zum Perm, also ausschließlich im Erdaltertum (Paläozoikum). Ihre Blütezeit lag im Ordovizium. Es wird vermutet, dass es sich bei den Scaphopoda um einen spezialisierten Zweig der Schnabelschaler (Rostroconchia) handelt.

## Bau
Sie besaßen im Adultstadium ein pseudozweiklappiges Gehäuse ähnlich einer Muschel, jedoch ohne Ligament. Die beiden Klappen wurden durch eine bis mehrere durchgehenden Schalenlagen miteinander verbunden; die beiden Klappen konnten sich also nicht wie bei den Muscheln frei gegeneinander bewegen. Lediglich beim Wachstum wurden die beiden Schalenhälften durch Aufbrechen der Schalenschichten entsprechend dem Schalenzuwachs weiter geöffnet. Die Unterseite des Gehäuses klaffte nur geringfügig; im Vorderteil befand sich eine etwas größere Öffnung, durch die ein Fuß und/oder die Fangfäden (Captacula) herausgestreckt werden konnten. Das Hinterende ist meist deutlich verlängert, oft zu einer harten Röhre (Rostrum) ausgezogen. Das Hinterende kann aber abgeflacht sein und von nach hintengerichteten Schalenfortsätzen umgeben sein (Kragen). Im Zentrum des Kragens befindet sich dann das Rostrum.

## Lebensweise
Die ursprünglichen Formen der Schnabelschaler lebten vermutlich ähnlich den Kahnfüßern (Scaphopoda) halb eingegraben im Sediment der Meeresböden in geringen Wassertiefen, wobei das Hinterteil aus dem Sediment ragte. Mit Hilfe von Fangfäden oder Mantelfortsätzen wurden Kleinorganismen, die im Sediment bzw. in den Lückensystemen des Sediments lebten, erbeutet. Spezialisierte Formen gingen vermutlich eine Symbiose mit einzelligen Algen, den Zooxanthellen ein, die im nach oben orientiertem Kragen unter einer dünnen, lichtdurchlässigen Schalenschicht saßen.

## Ordnungen
- Ribeiriida – Kambrium bis Ordovizium
- Ischyriniida – Kambrium bis Ordovizium
- Conocardiida – Ordovizium bis Perm